# Péninsule de Kakumäe
La péninsule de Kakumäe, estonien : Kakumäe poolsaar, est une péninsule située sur la côte du golfe de Finlande à Tallinn en Estonie. 

## Géographie
La péninsule fait partie de l'arrondissement de Haabersti.

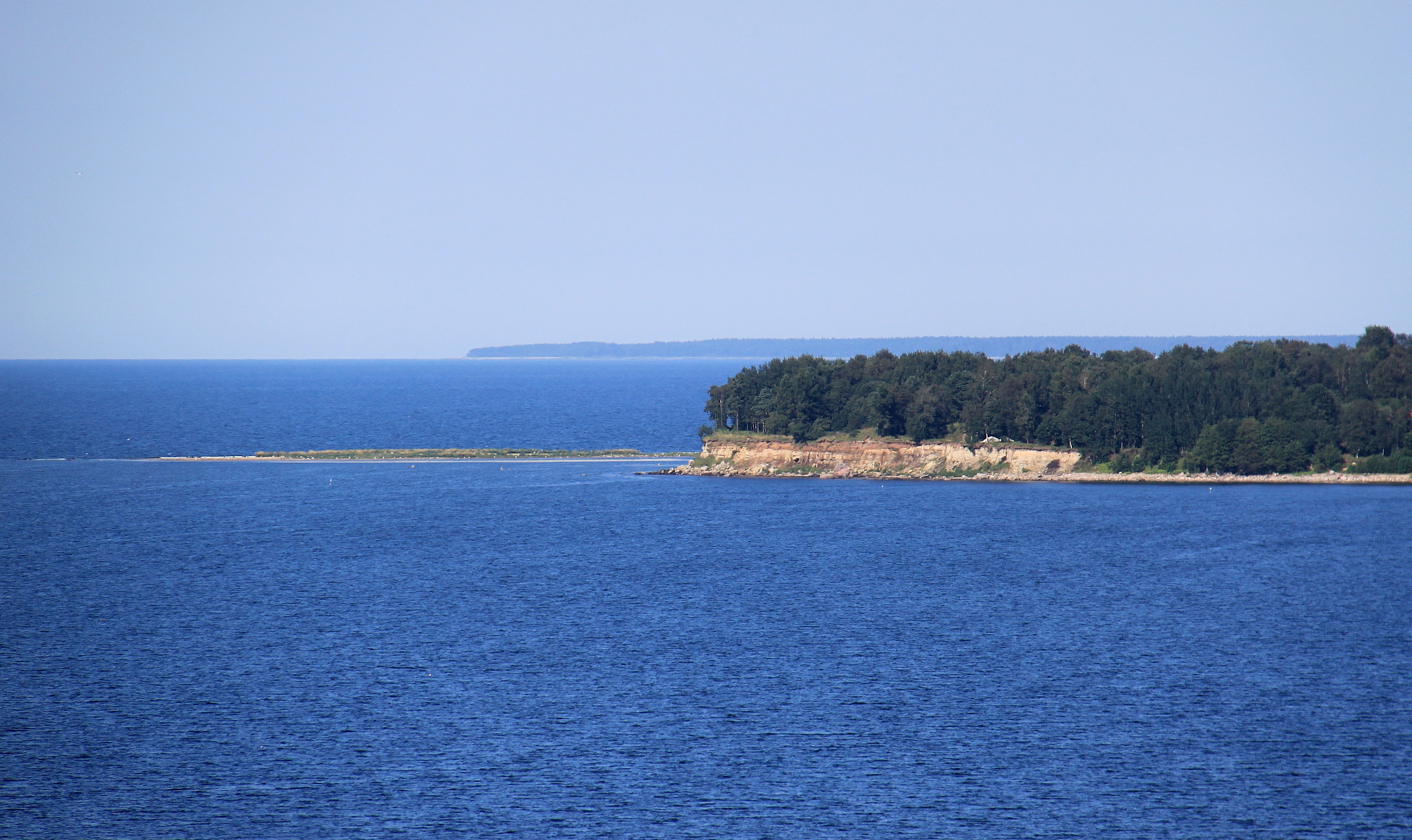
La péninsule de Kakumäe vue de la falaise de Tabasalu.